# Sacro Ordine di Saint Dumas
Il Sacro Ordine di Saint Dumas è un gruppo immaginario che si trova nei fumetti di Batman.

## Storia
L'Ordine era originariamente una parte dei Cavalieri Templari, un gruppo di soldati monaci che si formarono durante le Crociate, in origine per proteggere i pellegrini durante i loro viaggi in Terra santa, e che poi divenne sempre più potente nell'andare del tempo prima di sciogliersi. I membri dell'Ordine ebbero una caduta con gli altri templari e formarono un loro gruppo, chiamato così in onore alla loro prima guida, Dumas ("che nessun altro ha ancora accusato di essere un Santo"). Il criminale multicentenario Ra's al Ghul una volta ebbe un'avventura con Dumas, e successivamente descrisse il fondatore dell'Ordine come "...[un] uomo cattivo, un pazzo fanatico". Infine, l'Ordine rubò la Ruota delle Piaghe di Ra's, che conteneva una gamma di armi biologiche. Lo stesso Ra's prese una delle loro preziose tute da combattimento, il Vestito del Dispiacere, che passava come un cimelio di famiglia.
L'Ordine si arricchì durante le crociate e quindi si nascose. Si dedicò agli insegnamenti di Dumas. Il primo campione dell'Ordine fu un uomo asiatico di nome Stephen Forrest Lee, l'assassino noto a Dumas come Mark Shaw. Il fallimento di questo campione fece a pezzi l'Ordine.

### Pezzi
La branca principale si ritirò e gli elementi violenti rimasti vaganti crearono un nuovo campione di nome Azrael, un titolo ereditario donato dall'assassino e rinforzo quasi metaumano dell'Ordine in pezzi. Membri di questo nuovo gruppo allargarono il potere dell'organizzazione uccidendo i propri nemici, accaparrandosi conoscenza e rapendo alcuni dei più grandi pensatori del mondo. L'Ordine diffuse anche la disinformazione per assicurare che le teorie dei geni rapiti sarebbero stati così futili che a nessuno sarebbero mancati e nessuno avrebbe esaminato le loro ricerche. L'Azrael più recente, Jean-Paul Valley, infine distrusse quest'ultimo gruppo.
In Detective Comics n. 842, fu rivelato che c'è un altro frammento dell'Ordine, una fazione, l'Ordine dei Puri.

## Un nuovo campione
Recentemente la branca principale dell'Ordine reclutò l'ex Manhunter Mark Shaw per essere il nuovo campione.

## Altri media
Il Sacro Ordine di Saint Dumas ricopre un ruolo importante nella prima metà della seconda stagione di Gotham, prende il nome dal suo fondatore e nel corso dei secoli ha servito la famiglia Dumas, una delle famiglie fondatrici di Gotham; il sacro ordine è formato da monaci guerrieri, il capo della setta è Theo Galavan, discendente dei Dumas, lo scopo di Theo e dell'Ordine di Saint Dumas è impadronirsi di Gotham uccidendo Bruce Wayne dato che furono proprio i Wayne ad allontanare i Dumas dalla comunità di Gotham. Nel loro fanatismo sono convinti che la ragione per cui Gotham è una città corrotta è perché è stata sottratta ai Dumas e che per purificarla è necessario uccidere l'ultimo dei Wayne, da loro chiamato il "Figlio di Gotham" con un rito. James Gordon, Harvey Bullock, Alfred Pennyworth, Selina Kyle, Oswald Cobblepot e i suoi scagnozzi salveranno Bruce che era stato rapito dall'ordine, uccidendo tutti i membri, Gordon inoltre uccide Theo. Purtroppo Hugo Strange lo riporta in vita con una procedura sperimentale, ma Theo non ha ricordo della sua vita precedente, quindi Strange gli fa credere di essere Azrael, che secondo la leggenda era un cavaliere che il creatore dell'ordine religioso, Saint Dumas, riportò in vita dato che a quanto pare poteva compiere miracoli. Però Theo col tempo recupera la memoria e decide di uccidere Bruce cercando di finire ciò che il Sacro Ordine di Saint Dumas aveva iniziato, anche se Alfred e Gordon proteggeranno il ragazzino, infine Butch Gilzean farà saltare in aria Theo con un lanciamissili; la sua morte segna la fine del Sacro Ordine di Saint Dumas.
L'ordine di Saint Dumas viene citato nei videogiochi Batman Arkham City e Batman Arkham Knight sviluppati da Rocksteady Studio. Nel primo capitolo, Azrael si presenta per la prima volta a Batman e gli consegna un messaggio dall'ordine dove profetizza la caduta di Gotham. Nel secondo capitolo invece, Azrael desidera divenire il successore del Cavaliere Oscuro, e questo lo sottopone a delle prove in realtà aumentata. Durante queste prove, Batman scopre la vera identità di Azrael, ovvero l'ex poliziotto Michael Lane e gli rivela che l'ordine gli ha impiatato un microchip nel cervello per manipolarlo e uccidere Batman. Qui si possono prendere due decisioni: tentare di uccidere Batman portanto Azrael ad essere sconfitto e spedito in prigione, oppure ribellarsi all'ordine.